# Neotoma
Neotoma es un género de roedores que pertenecen a la familia Cricetidae. Agrupa a 22 especies nativas de América del Norte y América Central.

## Especies
Se reconocen las siguientes especies:
- Subgénero Neotoma (Neotoma) Say & Ord, 1825
  - Neotoma albigula Hartley, 1894 -- rata cambalachera garganta blanca
  - Neotoma angustapalata Baker, 1951  -- rata montera tamaulipeca, rata cambalachera de Tamaulipas
  - Neotoma anthonyi J. A. Allen, 1898  -- rata montera de isla Todos Santos, rata cambalachera de Todos los Santos especie Extinta.
  - Neotoma bryanti Merriam, 1887  -- rata montera de isla Cedros, rata de campo de Cedros
  - Neotoma bunkeri Burt, 1932  -- rata montera de isla Coronados, rata cambalachera de la isla Coronados  Extinto.
  - Neotoma chrysomelas J. A. Allen, 1908 -- rata cambalachera de Nicaragua
  - Neotoma devia Goldman, 1927  -- rata cambalachera de coronado
  - Neotoma floridana (Ord, 1818) -- rata cambalachera garganta del este
  - Neotoma fuscipes Baird, 1858 -- rata montera de patas fuscas, rata cambalachera patas oscuras
  - Neotoma goldmani Merriam, 1903 -- rata montera pigmea
  - Neotoma lepida Thomas, 1893 -- rata montera del desierto, rata cambalachera desértica
  - Neotoma leucodon Merriam, 1894 -- rata cambalachera garganta blanca
  - Neotoma macrotis Thomas, 1893 -- rata magueyera
  - Neotoma magister Baird, 1857  -- rata cambalachera apalachiana
  - Neotoma martinensis  Goldman, 1905  -- rata montera de isla San Martín, rata cambalachera de la isla San Martín
  - Neotoma mexicana Baird, 1855 -- rata montera mexicana, rata cambalachera mexicana
  - Neotoma micropus Baird, 1855 -- rata montera norteña de México, rata cambalachera de pradera
  - Neotoma nelsoni Goldman, 1905  -- rata montera de Nelson, rata cambalachera de perote
  - Neotoma palatina Goldman, 1905  -- rata montera de Bolaños
  - Neotoma stephensi  Goldman, 1905 -- rata cambalachera de Stephen
- Subgénero Neotoma (Teonoma) Gray, 1843
  - Neotoma cinerea (Ord, 1815) -- rata cambalachera de cola peluda
- Subgénero Neotoma (Teanopus) Merriam, 1903
  - Neotoma phenax (Merriam, 1903) -- rata montera de Sonora, rata cambalachera sonorense